# Kraljevina Pamplona
Kraljevina Iruñea  ili Kraljevina Pamplona  (baskijski:Iruñeko Erresuma ili  Iruñea-Naiarako Erresuma, španjolski:Reino de Pamplona) je historiografski naziv, prema Annales regni Francorum koji se odnosi na politički entitet nastao u zapadnim Pirinejima oko grada Pamplone/Iruñee u prvim stoljećima Rekonkviste, jednog od kršćanskih centara koji su se pojavili nakon muslimanskog osvajanja. Izraz nastavila koristiti do Sancho VI. mijenja naslov Pampilonensium Rex ("Kralj Pamplone" ) u  Rex Navarre (kralj Navare). Historiografski također se koriste izrazi grofovija Pamplona ( za vrijeme kraljeva Navarra, Aragon ), Kraljevina Najera ( nakon osvajanja Najere i vladavine García IV. ) i Kraljevina Pamplona-Najera.